# Olimp
|  | Per a altres significats, vegeu «Olimp (desambiguació)». |

El mont Olimp (en grec: Όλυμπος, Ólympos, pronunciat Ólimbos en grec modern) és la muntanya més alta de Grècia, amb una alçada de 2.917,727 m al pic anomenat Mítikas (Μύτικας), que significa nas. És un dels cims més alts d’Europa pel que fa al protagonisme topogràfic.
A l'antiguitat, es creia que a l'Olimp residien els déus de la mitologia grega. A aquesta fama es deu el fet que, arreu del món, hi ha fins a 18 muntanyes diferents amb el mateix nom: a les illes gregues, Xipre, Nova Zelanda, els Estats Units, etc. També hi ha una muntanya amb el mateix nom (Olympus Mons) al planeta Mart.
El massís de l'Olimp marca el límit entre la plana de Macedònia, al nord, i la Tessàlia al sud.
 L'Olimp té 52 cims i congostos profunds.
La muntanya té una biodiversitat excepcional i una flora rica. Ha estat un parc nacional, el primer de Grècia, des de 1938. També és una Reserva Mundial de la Biosfera.
Cada any, milers de visitants admiren la seva fauna i flora, recorren els seus vessants i pugen els seus cims. Hi ha refugis de muntanya organitzats i diverses rutes d'alpinisme i escalada. El punt de partida habitual per escalar l'Olimp és la ciutat de Litochoro, als contraforts orientals de la muntanya, 100 km de Tessalònica.

## Geografia

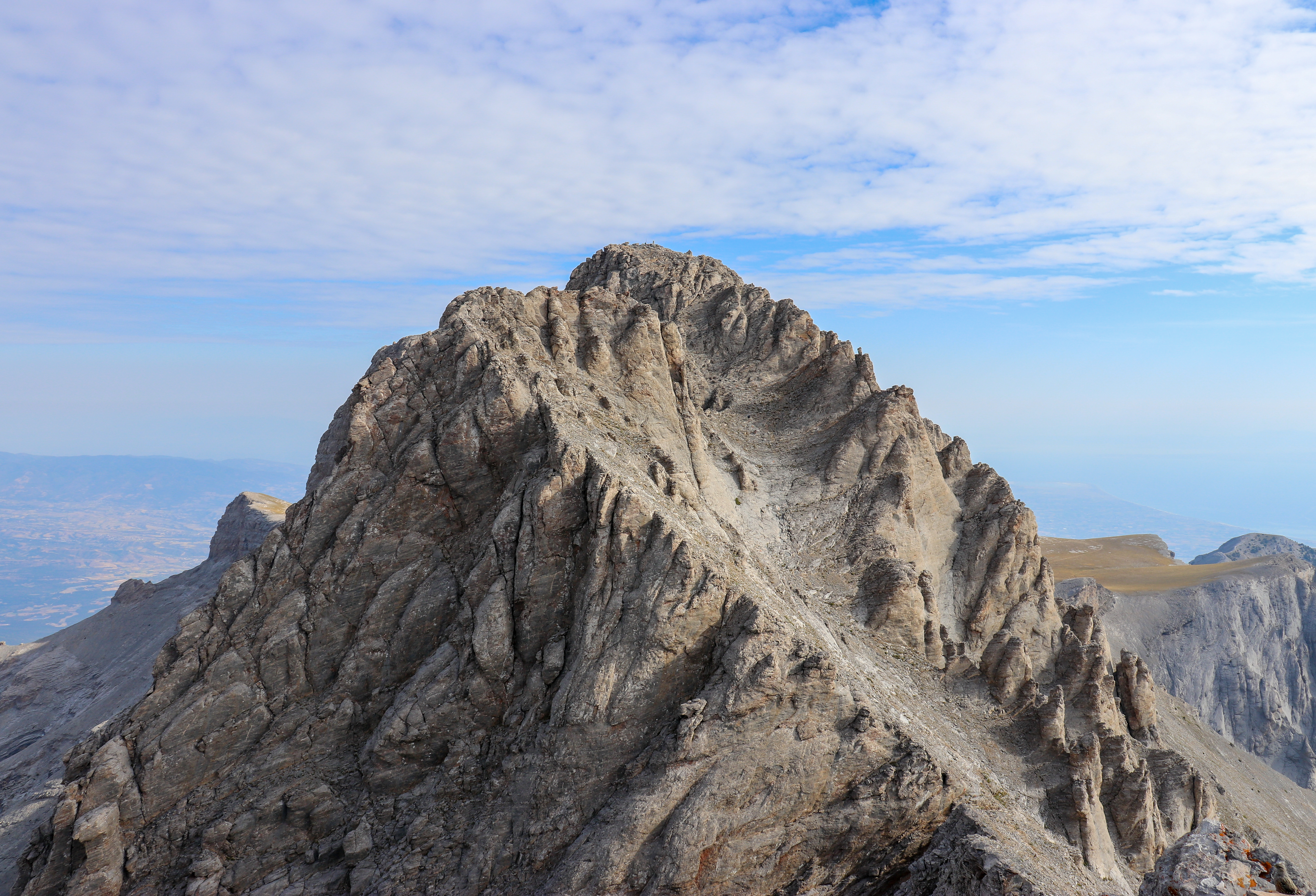
Mytikas: el cim més alt

L'Olimp és la muntanya més alta de la serralada que prové del Voras, el Bèrmion i les Muntanyes Pièries i continua cap a l'Ossa i el Pèlion. Malgrat tot, constitueix una muntanya força isolada, separada del Bèrmion pel riu Haliàcmon i de l'Ossa pel Peneu. La forma de l'Olimp és el resultat de l'erosió de la pluja i el vent, que ha produït una torre isolada de gairebé 3.000 metres sobre la mar (a només 18 km de la vila costanera de Litókhoro). L'Olimp té una forma gairebé circular, amb circumferència de 80 km, un diàmetre mitjà de 26 km i 500 km² de zona.
Són diversos els cims que coronen l'Olimp; els dos principals són el Mýtikas (2918m) i l'Stefani (2912m). Onze cims més completen la llista de cims més alts de Grècia per davant l'Smolikas de l'Epir: Skolió (2905m), Skala (2882m), Sant Antoni (2816m), Tumba (2801m), el Profeta Helies (2788m), la Tumba petita (2740m), Khristakis (2707m), Kalogeros (2701m), la Metamorfosi (2699m), la Frangu Aloni (2678m) i Kalagia (2640m).
Al nord-oest es troba la vila aromanesa de Kokkinopilós; Petra, Vrontou i Díon flueixen cap al nord-est, mentre que en el costat oriental hi ha la vila de Litókhoro, on l'Enipeu bisecciona el massís d'Olimp. En la seva part sud-est, el barranc de Ziliana el divideix de Kato Olimbos ('Sota Olimp'), mentre que en els seus contraforts sudoccidentals hi ha les localitats de Sykaminiá i Karyá. El monestir d'Àgia Tríada i la vila de Pythio es troben a l'oest.
Els contraforts secs de l'Olimp, coneguts com el Xirokampi, estan coberts de chaparral i ofereixen hàbitat per a animals com el senglar. Més a l'est, la plana de Díon és fèrtil i regada pels rierols que neixen a l'Olimp.

### Clima

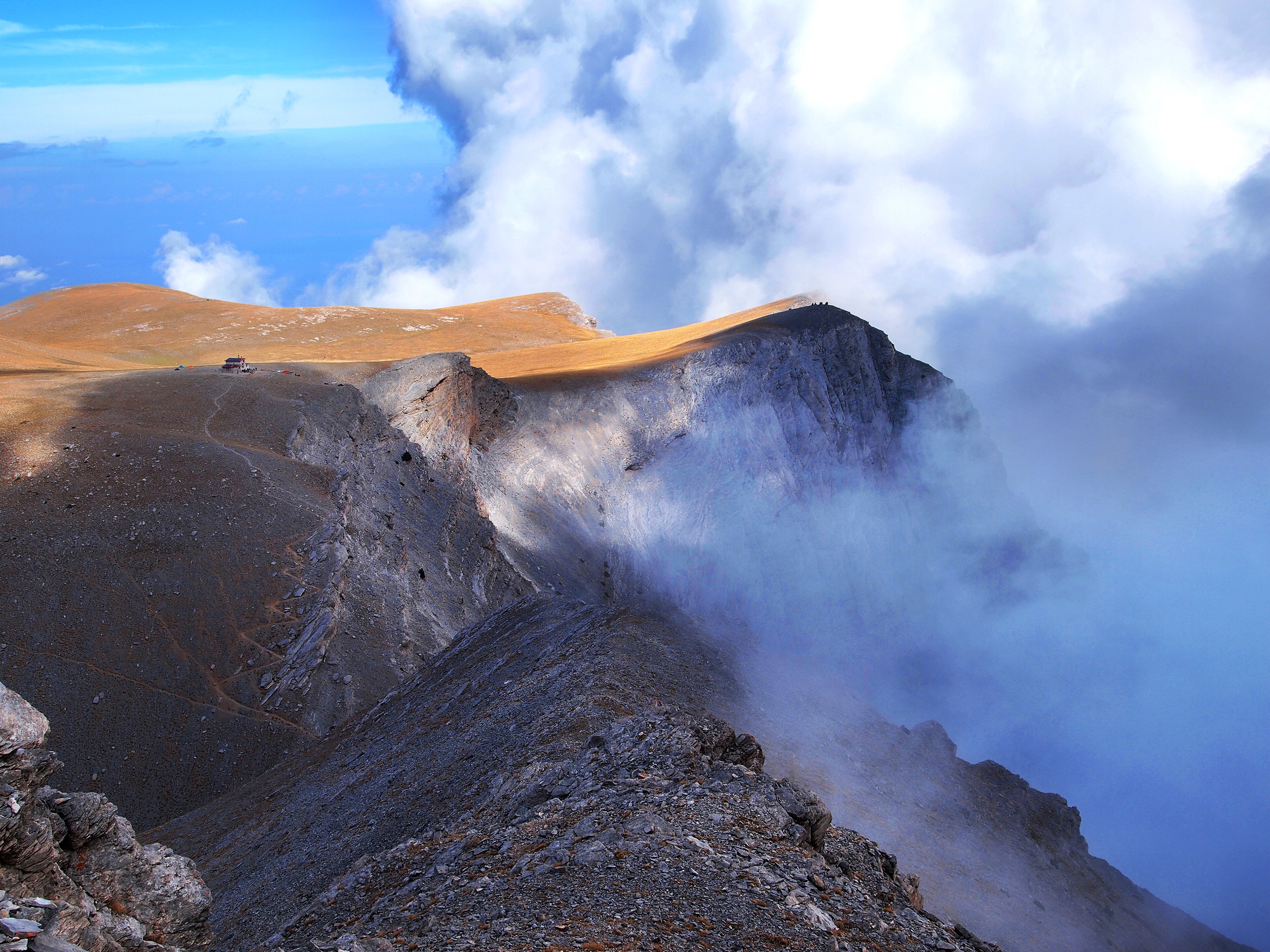
Refugi Christos Kakalos i cim Profitis Ilias

En termes generals, el clima de l'Olimp es pot descriure com a mediterrani amb influència continental. Les seves variacions locals són el resultat de l'impacte del mar i del terreny accidentat de la regió. A les localitats més baixes (Litochoro i contraforts) el clima és típicament mediterrani, és a dir, calorós i sec a l'estiu, però humit i fred a l'hivern. Més alt és més humit, càlid i de vegades greu, amb fenòmens meteorològics més intensos; en aquests llocs sovint neva durant tot l'hivern, mentre que la pluja i la neu no són inusuals fins i tot a l'estiu. La temperatura varia a l'hivern des de -10 °C a 10 °C i a l'estiu a partir de 0 °C a 20 °C, mentre que els vents són gairebé diaris. Generalment la temperatura baixa 1 °C per 200 m d'elevació. A mesura que augmenta la cota, els fenòmens meteorològics són més intensos i els canvis de temperatura i humitat són sovint sobtats.
Els vessants litorals nord-est de l'Olimp reben més pluges que el nord-oest continental, de manera que, com a conseqüència, hi ha una clara diferència de vegetació, sent més abundant en la primera d'elles. El mes més calorós és agost, mentre que el més fred és febrer.
La zona més alta de la muntanya, amb més de 2.000 metres, està nevada durant uns nou mesos (de setembre a maig). En alguns llocs els vents apleguen neu, de 8 a 10 metres de gruix (anemosouria en grec), mentre que en alguns barrancs profunds la neu es manté durant tot l'any (neu eterna). Per a la regió alpina de l'Olimp, els enregistraments s'han fet a la Dècada del 1960 a l'estació meteorològica de més altitud de Grècia, que es va establir al cim d'Aghios Antonios (2.815 m), aportant una sèrie de dades interessants sobre el clima de la muntanya. La temperatura mitjana és de -5 °C a l'hivern i 10 °C a l'estiu. Les altures mitjanes anuals de precipitació varien des de 149 cm a Prionia (1.100 m) fins a 170 cm a Aghios Antonios, aproximadament la meitat d'elles precipitacions i calamarsa a l'estiu i la resta nevades a l'hivern. El temps pot canviar diverses vegades en el mateix dia. A l'estiu les pluges són freqüents, habitualment com a tempestes al vespre, moltes vegades acompanyades de calamarsa i vents forts. No obstant això, les fonts d'aigua de més de 2.000 metres són escasses i els visitants han d'assegurar-se de tenir sempre aigua i, per descomptat, la roba necessària per a qualsevol condició meteorològica.

## Geologia
L'Olimp està format per roques sedimentàries col·locades fa 200 milions d'anys en un mar poc profund. Diversos esdeveniments geològics posteriors van provocar l'aparició de tota la regió i del mar. Fa aproximadament un milió d'anys les glaceres cobrien l'Olimp i van crear els seus altiplans i depressions. Amb l'augment de la temperatura que va seguir, el gel es va fondre i els rierols que es van crear van escombrar grans quantitats de roca triturada als llocs més baixos, formant els ventalls al·luvials, que s'estenen per tota la regió des dels contraforts de la muntanya fins al mar. El Museu Geològic de l'Olimp, situat a Leptokarya, ofereix informació detallada sobre l'estructura geològica de la muntanya.

## Morfologia

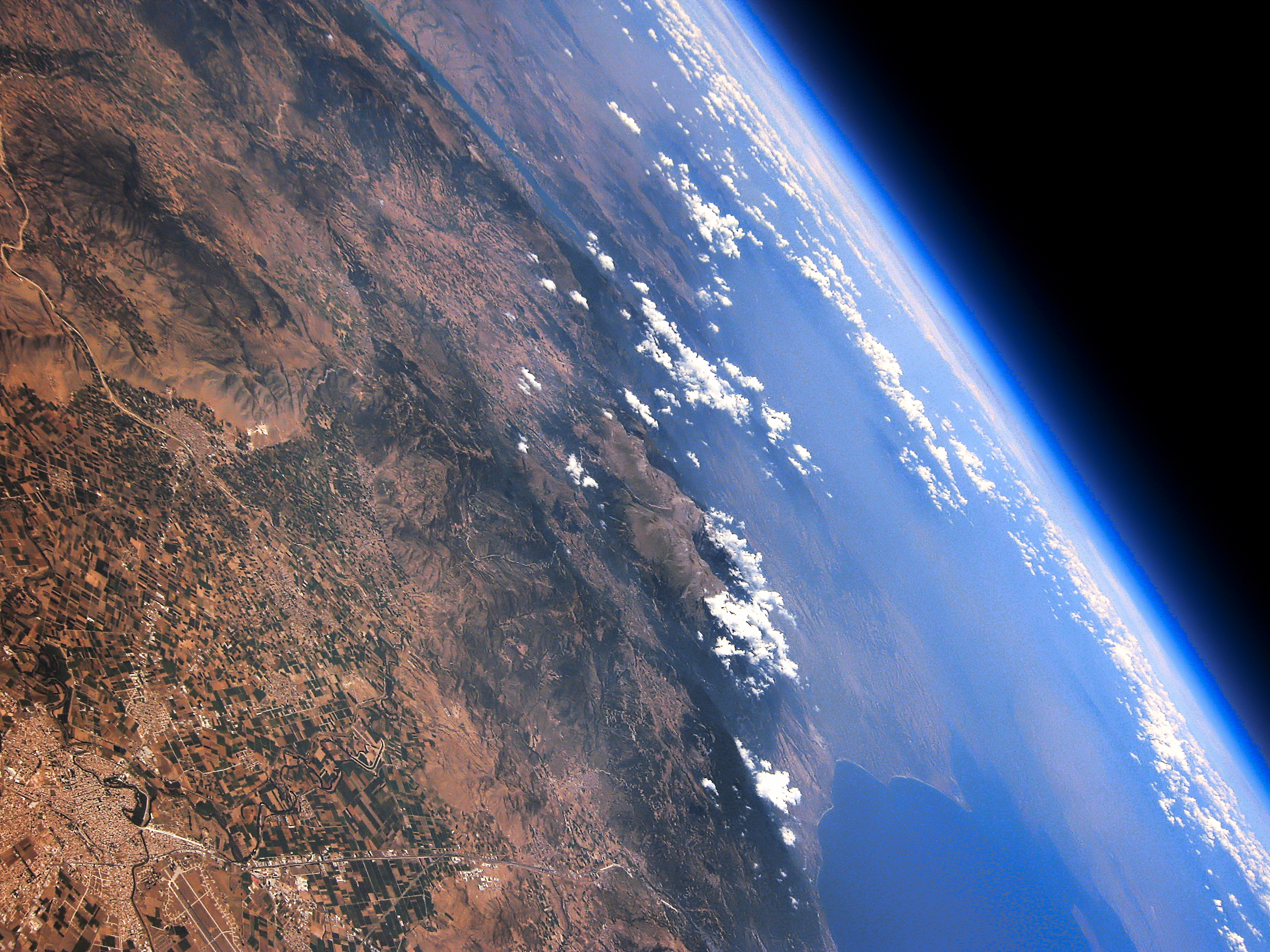
Vista estratosfèrica de l'Olimp

El complicat passat geològic de la regió és evident per la morfologia de l'Olimp i el seu Parc Nacional. Les característiques inclouen gorges profundes i molts cims suaus, molts d'ells de més de 2000 m, inclòs el Sant Antoni (2815 m), Kalogeros (2700 m), Tumba (2801 m) i el Profeta Elies (2803 m). Tanmateix, són els cims rocosos centrals, quasi verticals, els que impressionen el visitant. Sobre el poble de Litókhoro, a l'horitzó, el relleu de la muntanya mostra una aparent V, entre dos cims d'altura gairebé igual. L'extremitat esquerra és el cim anomenat Mýtikas (o Panteó). És el cim més alt de Grècia. Després, a la dreta hi ha Stefani (o Tron de Zeus – 2902 m ), que presenta el cim més impressionant i escarpat de l'Olimp, amb el seu darrer 200 metres de pujada brusca que representa el repte més gran per als escaladors. Més al sud, Skolió (segon sub-cim més alt - 2.911 m) completa un arc d'uns 200 graus, amb els seus pendents pronunciats que formen al costat oest, com una paret, una impressionant cavitat amfiteatre escarpada, 700 metres de profunditat i 1.000 metres de circumferència, la Megala Kazania. A la banda est dels cims alts, els forts vessants formen una zona com a plecs paral·lels, la 'Zonaria'. Les puntuacions encara més estretes i pronunciades, la 'Loukia', porten al cim.
A la banda nord, entre Stefani i el Profeta Elies, s'estén l'altiplà de les Muses, a 2550 m, mentre que més al sud, gairebé al centre del massís, s'estén la regió de tundra alpina de Bara, a una cota de 2350 m. L'Olimp té nombrosos barrancs i barrancs. Els barrancs més distingibles són els de Mavrologos-Enipeu (14 km) i Mavratzas-Sparmos (13 km) prop de Bara i 'tallar' el massís en dues porcions ovalades. Als contraforts del sud el gran congost de Ziliana, 13 km de llargada, consisteix en un límit natural que separa la muntanya del Baix Olimp. També hi ha molts precipicis i una sèrie de coves inexplorades. La forma i la disposició de les roques afavoreixen l'aparició de nombroses fonts, la majoria d'elles inferiors a 2.000 m, petits llacs i rierols estacionals i un petit riu, Enipeas, amb les seves fonts al lloc Prionia i el seu estuari a la Mar Egea.

## Nom i associacions mitològiques

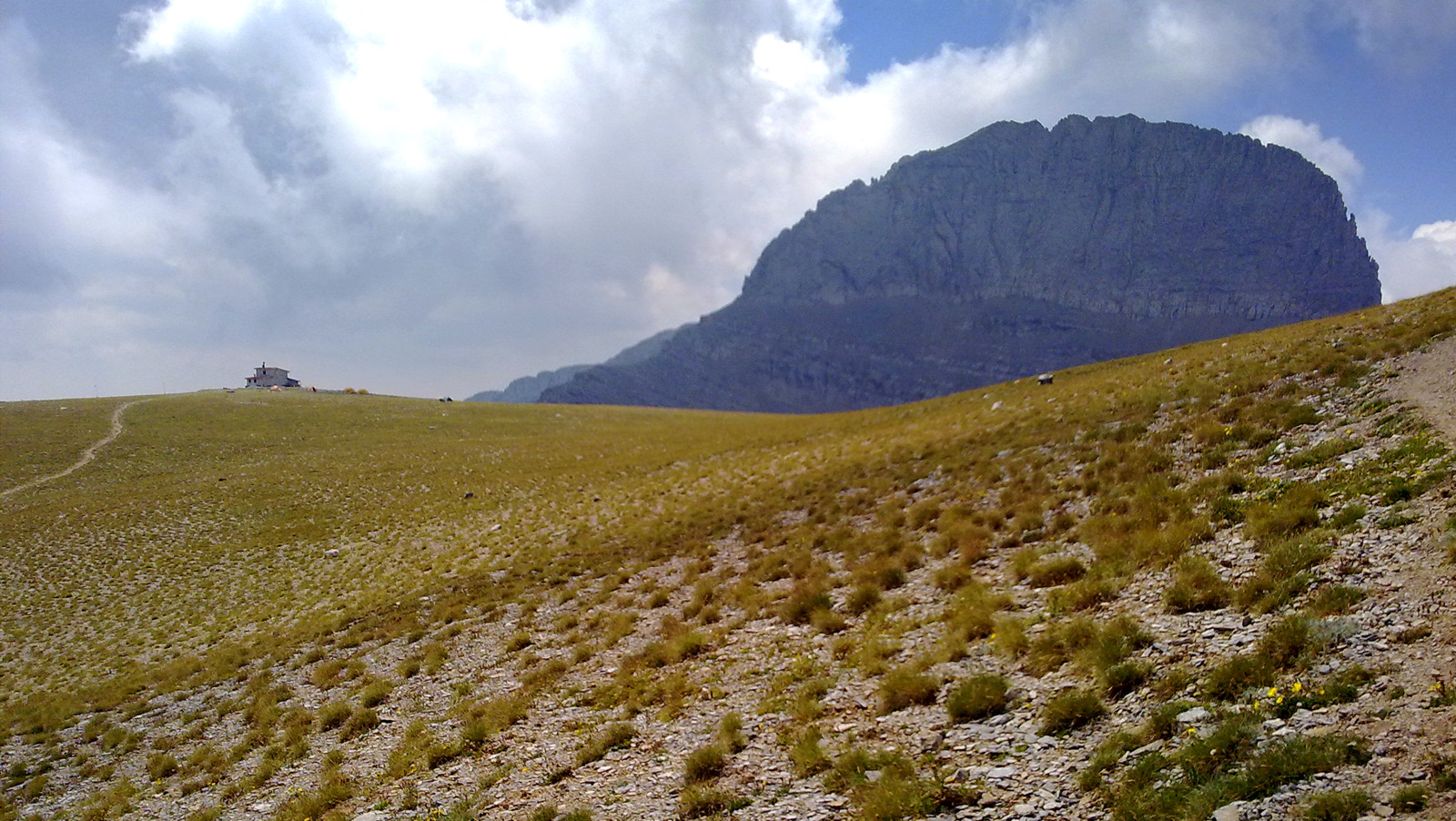
Meseta de les Muses, amb Stefani (el tron de Zeus) al fons

L'origen del nom Όλυμπος (Olympos) és desconegut. Una teoria suggereix que està compost d’ou lyma (οὐ λύμα) i pous (πούς), que significa peu pur d'acord amb la descripció d’Hesíode de la terra com una mena de tamboret per al cel des del qual sorgeixen els Déus beneïts. Segons Robert SP Beekes, la paraula és d'origen pre-grec i especula que originàriament significava muntanya. La paraula probablement també està relacionada amb la paraula grega micènica 𐀄𐀬𐀠𐀊𐀍 (u-ru-pi-ja-jo) que és, molt probablement, un terme utilitzat per descriure persones, o possiblement un grup ètnic. En grec homèric (Odissea 6.42), apareix la variant Οὔλυμπος Oulumpos, concebuda com la seu dels déus (i no identificada amb cap cim concret). Homer (Ilíada 5.754, Odissea 20.103) també sembla estar utilitzant οὔλυμπος com a substantiu comú, com a sinònim de οὐρανός ouranos cel. Històricament, l'Olimp també era conegut com a Mont Belus, després de la Ilíada 1.591, on la seu dels déus es coneix com a βηλὸς θεσπέσiος llindar celestial.
A la religió i la mitologia grega antiga, Olimp era el nom de la llar dels dotze déus olímpics. Aquest va ser concebut com un alt cim de la muntanya, i en totes les regions poblades per tribus gregues, l'elevació local més alta tendia a ser anomenada així; entre els nombrosos cims anomenats Olumpos a l'antiguitat hi ha muntanyes de Mísia, Lacònia, Lícia, Xipre, Àtica, Eubea, Jònia i Lesbos, entre d'altres. L'Olimp de Tessàlia és el cim més alt de qualsevol territori amb assentaments grecs i va arribar a ser considerat com el representant panhel·lènic de la seu mitològica dels déus, almenys al segle V aC, ja que Heròdot identifica l'Olimp com el cim a Tessàlia.
A Pieria, al peu nord de l'Olimp, la tradició mitològica havia col·locat les nou Muses, mecenes de les Belles Arts, filles de Zeus i de la Titanesa Mnemòsine.

## La residència dels déus

Olympus 3D.

En la mitologia grega, al cim d'aquesta muntanya hi havia la llar dels dotze déus olímpics, els més importants del panteó grec. L'Olimp era una ciutat amb portes, construïda per Hefest i habitada per Zeus i altres déus, i tenia una sala on es reunien no sols els deus de l'Olimp sinó també els que vivien a la terra i a la mar; la ciutat era al cim del mont Olimp, a Tessàlia, sempre coberta de núvols. El tron de l'Olimp va ser ocupat per Zeus després de derrotar junt amb els seus germans a Cronos. La ciutat sobresortia per damunt dels núvols. Les portes de la ciutat eren considerades les portes del cel. En una època més tardana, Olimp va passar a denominar una regió elevada de l'èter de la qual els déus dominaven la Terra. En aquest món sagrat, hi residien els déus i deesses olímpics: Zeus, Hera, Hefest, Atena, Apol·lo, Àrtemis, Ares, Afrodita, Hèstia, Hermes, Demèter, Posidó, Hades (realment vivia a l'Hades, regne dels morts, juntament amb Persèfone, i n'era ell el rei).

## Flora

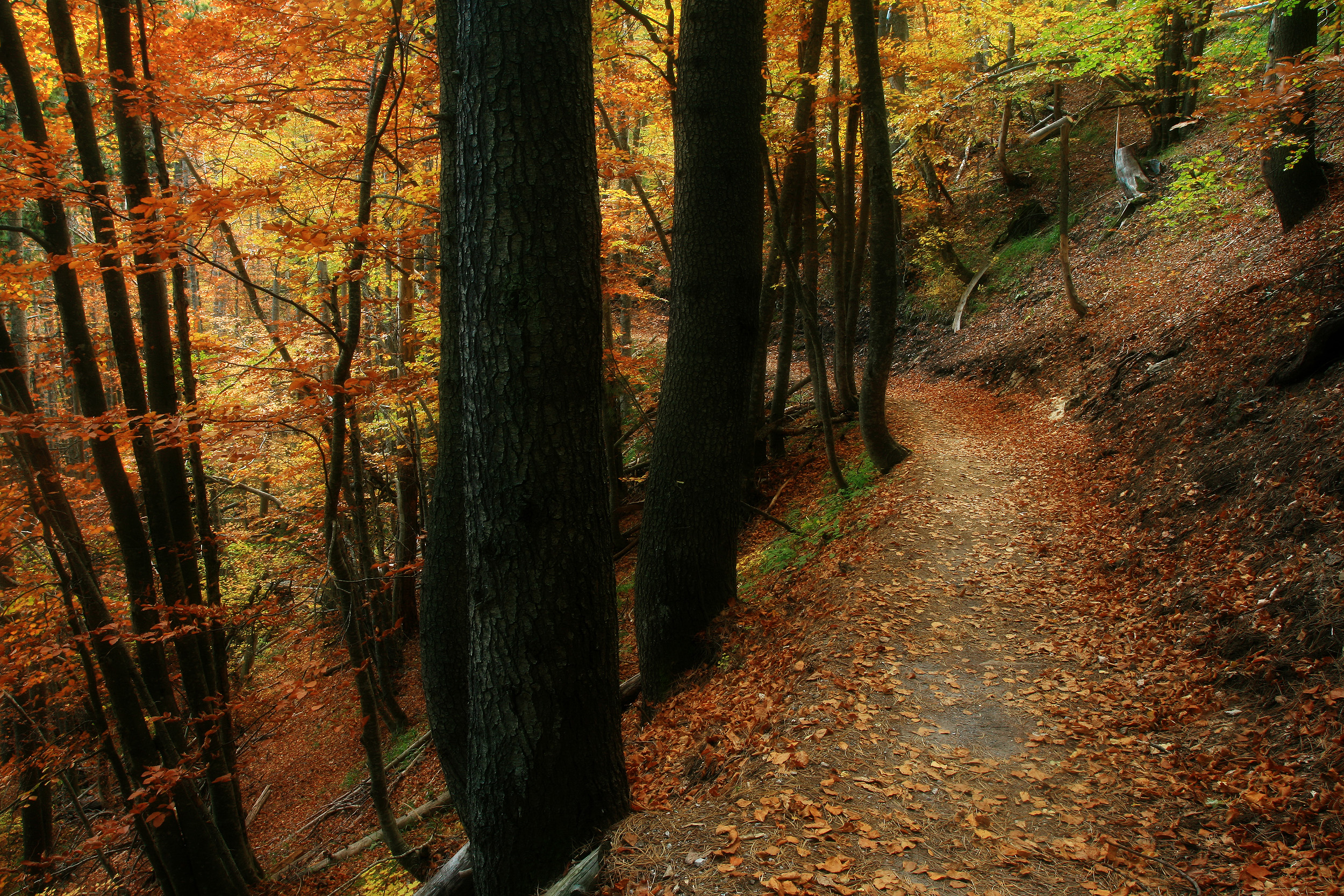
Fageda pel camí de Prionia al refugi de Spilios Agapitos

La recerca de les plantes de l'Olimp va començar l'any 1836, quan el botànic francès Aucher-Éloy les va estudiar. Segons aquest i estudis posteriors, el Parc Nacional de l'Olimp es considera una de les regions de flora més riques de Grècia, amb unes 1.700 espècies i subespècies, que representen al voltant del 25% de la flora grega. D'ells 187 es caracteritzen com a significatives, 56 són endèmiques gregues i d'ells 23 són endèmiques locals, és a dir, només es poden trobar a l'Olimp, i 16 són rares a Grècia o/i hi tenen els límits de la seva propagació al nord de Grècia.
Un llibre important sobre les plantes i les flors, des de la platja del mar Egeu fins a les regions superiors de l'Olimp, va ser escrit el 1980 pel botànic suec Arne Strid.
La majoria de les que es troben a cotes més baixes són espècies comunes mediterrànies i centreeuropees. Ramonda heldreichii (sin. Jankaea heldreichii), una planta relíquia de l'edat de gel, és d'interès particular per als botànics. La intensa diversitat paisatgística, la variada orientació dels vessants i la seva posició en relació al mar afecten localment el clima de l'Olimp i per això predomina un microclima local, combinat amb el fons geològic i el sòl afavoreixen el creixement de tipus de vegetació i biòtops particulars. En general, el costat nord-est de l'Olimp està densament boscós, ja que rep la majoria de pluges, mentre que el sud-oest té una vegetació significativament més escassa.

### Zones de flora
A l'Olimp generalment hi ha quatre zones de flora seqüencials, però a causa de la complexa topografia i la varietat de microclimes, aquestes no formen una seqüència clara òbvia amb l'elevació.

#### Zona de vegetació mediterrània
Una zona d'arbres de fulla perenne (màquia) es troba entre els 300 i els 500 metres d'altitud. Juntament amb el roure (Quercus ilex) i l'arboç grec hi ha l'alzina, l'arboç, l'aladern de fulla ampla, el llorer, el cedre i altres. Les espècies caducifolis més comunes són el freixe, l'om, l'auró negre, l'arbre de l'amor, el terebint, el Cotinus coggygria i altres.

#### Zona forestal de faigs, avets i coníferes de muntanya
La zona d'arbres de fulla perenne es substitueix gradualment per ecosistemes de pi negre europeu, que forma zones compactes, sense zona intermèdia de roures caducifolis, tot i que els arbres d'aquestes espècies es troben esporàdicament dins de raïms de pi negre. Al vessant nord de la vall de Xirolakos, entre els 600 i els 700 metres d'altitud, hi ha un alt bosc de roure martinenc d'unes 120 hectàrees.
El pi negre domina el vessant est i nord de la muntanya, entre els 500 i els 1.700 metres. En aquesta zona també hi ha avets híbrids en petits grups i matolls o petits matolls, especialment a la regió baixa i als jaciments de Naoumi (oest) i Stalamatia i Polykastro (est), on es barreja amb pi negre i pi dels Balcans. En aquesta zona també hi ha faigs. Mentre que a les muntanyes veïnes Pierians i Ossa crea una zona de vegetació estesa, a l'Olimp es restringeix a petits grups, apareixent com a illots, principalment en llocs més humits i els millors sòls. Al congost d'Enipeas es troba una varietat especialment rica d'arbres i arbustos. S'hi poden veure oms, pruneres de fulla vermella, teixos europeus, avellaners, grèvols, corneller mascle, freixes de flor, aurons i una gran varietat de plantes herbàcies. Congostos i barrancs estan coberts per plàtans d'orient, salzes, verns negres i vegetació de ribera.

#### Zona boreal de coníferes
L'espècie típica d'aquesta zona és el pi bosnià. Aquest rar tipus de pi es presenta esporàdicament a més de 1.000 metres i substitueix gradualment el pi negre, mentre que més de 1.400 metres crea un bosc gairebé no barrejat. A més de 2.000 metres, el bosc es torna més dispers, arribant als 2.750 metres, creant així un dels límits de la línia d'arbres forestals més alts (límit de creixement forestal) dels Balcans i d'Europa. Una altra característica d'aquesta zona és que més de 2.500 metres els arbres apareixen en forma de gateig. La regió, on creix el pi bosnià, és majoritàriament seca i els seus vessants són pedregosos. No hi ha fonts ni corrents d'aigua. La vegetació que hi creix s'adapta a les condicions locals específiques i està representada per arbustos típics, graminacis, casmòfits, etc., mentre que la flora inclou moltes espècies endèmiques dels Balcans.

#### Zona d'alta muntanya sense arbres (Prat alpí)
Més enllà de la zona del pi bosnià segueix una zona extensa, sense arbres, amb prats alpins, formada per un mosaic d'ecosistemes de praderies, en funció de la topografia, el pendent i l'orientació del terreny. En general, aquesta flora alpina amb més de 150 espècies vegetals, conté prats d'acumulació de neu, pantans herbosos, tarteres alpines i escletxes de roca. Als prats, les roques i els forts vessants viuen la majoria de les plantes endèmiques, entre altres algunes de les flors silvestres més boniques de Grècia. La meitat d'ells es troben només als Balcans i 23 només a l'Olimp i enlloc més.

## Fauna

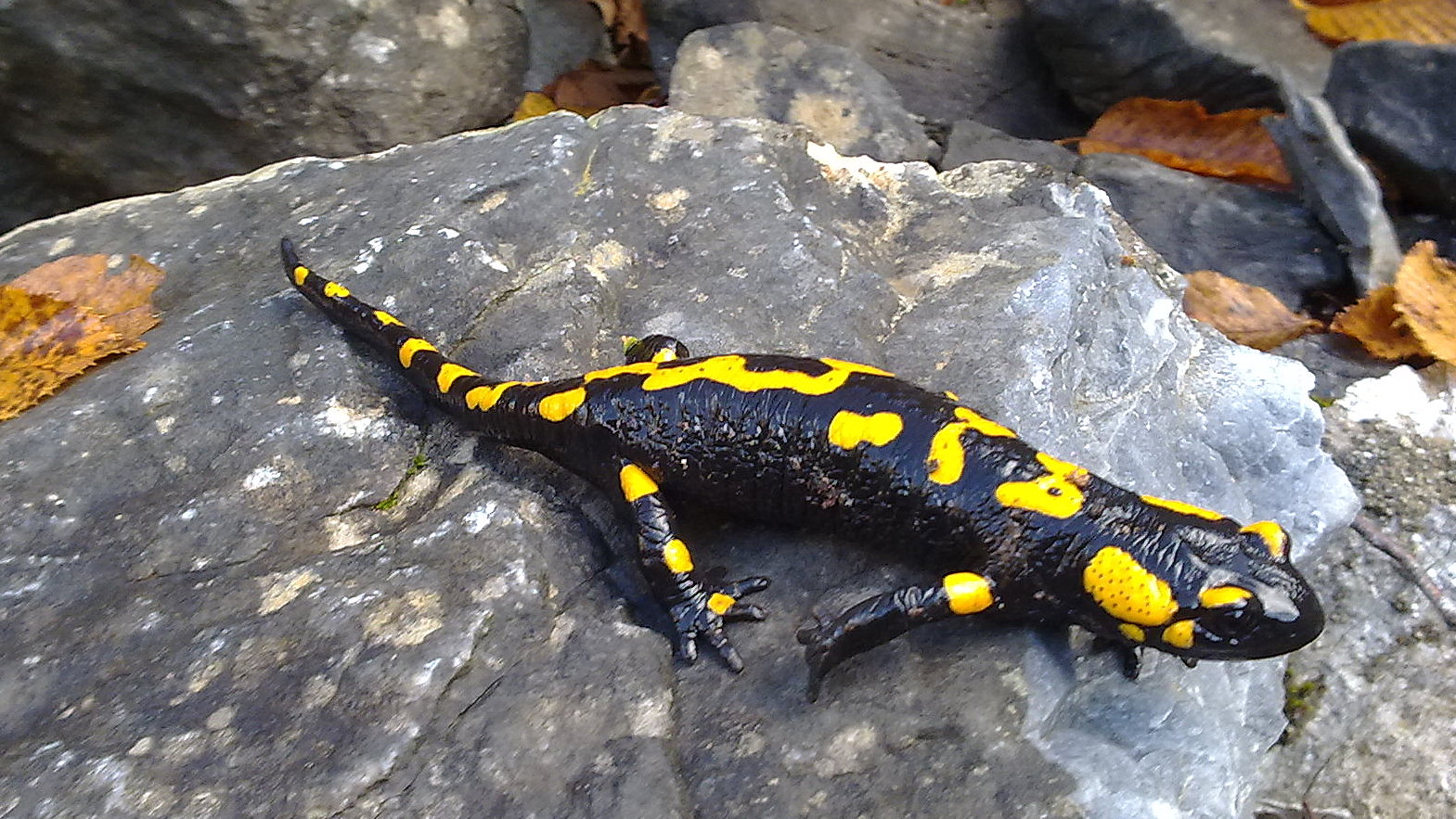
Salamandra al congost d'Enipeas

La fauna de l'Olimp, que fins ara no s'ha estudiat sistemàticament, inclou una gran varietat i està marcada per espècies importants, rares i en perill d'extinció. Els grans mamífers, que antigament vivien a la regió, com els cérvols, han desaparegut. En l'antiguitat hi havia lleons (Pausànias), mentre que almenys fins al segle XVI hi havia óssos (Vida de Sant Dionís el Tardor).
S'han registrat 32 espècies de mamífers, entre les quals hi ha l'Isard alpí (Rupicapra rupicapra balcanica), el cabirol (Capreolus capreolus), el senglar, el senglar (Felis sylvestris), la fagina (Martes foina), la guineu roja i l'esquirol vermell. També s'han detectat 108 espècies d'ocells (com l'esparver, el voltor negre, la perdiu de roca, la cigonya blanca, el colom, el pit-roig europeu, el falcó llaner, el falcó pelegrí, el falcó arbori, l'àguila daurada, l'àguila marcenca, l'àguila calçada comuna i l'àguila bogata).). Molts d'ells, especialment els rapinyaires, són escassos. A més, hi ha els rèptils comuns de la fauna grega (22 espècies com serps, tortugues, sargantanes, etc.) i alguns amfibis (8 espècies) en rieres i basses estacionals, així com una gran varietat d'insectes, especialment papallones.

## Parc Nacional
La muntanya més alta de Grècia, habitatge dels dotze déus de l'antiguitat, ha estat la primera regió del país a aplicar normes específiques de protecció, amb la seva declaració com a Parc Nacional l'any 1938. L'objectiu d'aquesta declaració era «...la preservació a perpetuïtat de l'entorn natural de la regió, és a dir, de la flora, la fauna i el paisatge natural salvatges, així com dels seus valors culturals i altres...». A més, la declaració té com a objectiu promoure la investigació científica juntament amb l'educació ambiental per a la ciutadania i el desenvolupament turístic de la regió. Les lleis específiques prohibeixen tota forma d'explotació al vessant est de la muntanya en una superfície d'unes 4.000 hectàrees, que és el nucli del Parc. Una regió més àmplia, al voltant d'aquest nucli, s'ha designat zona perifèrica del Parc Nacional, de manera que la seva gestió i explotació es faci per no afectar negativament la protecció del nucli. Actualment, el parc s'ha ampliat fins a 24.000 hectàrees. Administrativament pertany a les Prefectures de Pieria i Larissa i concretament als municipis de Diou-Olympou i Katerinis (Pieria) i Τempon i Elassonas (Larissa). La seva cota més baixa és de 600 metres i el seu pic, Mytikas, ės a 2.917,727 metres. L'any 1981 la UNESCO va proclamar l'Olimp Reserva de la Biosfera. La Unió Europea ha inclòs l'Olimp a les Regions importants per a la fauna de la Unió Europea. També està inscrita a la llista de la Xarxa Europea Natura 2000 com a zona d'especial protecció i lloc d'interès comunitari.
El juny de 2016 el Centre d'Informació del Parc Nacional de l'Olimp, situat a Litochoro, va obrir les portes. Informa als seus visitants sobre geologia, jaciments arqueològics, mitologia, monestirs, plantes, animals i altres temes que afecten l'Olimp. Els excursionistes trobaran ajuda de guardaboscos professionals, un guia ofereix visites per a grups per la zona de muntanya.

### Normativa del Parc Nacional de l'Olimp
El Parc està protegit per una legislació específica. Segons el Reglament Especial l'entrada al Parc només està permesa per les carreteres existents i es permet la circulació des de la sortida del sol fins al capvespre només per camins marcats. El visitant també ha de saber que les activitats següents no estan permeses:
- Entrada menors de 14 anys sense acompanyament.

- Aparcament en llocs diferents dels aparcaments específics.

- Tala, transport d'humus, arrelament i recollida d'arbusts, plantes i llavors.

- Caçar qualsevol animal per qualsevol mitjà durant tot l'any.

- Recollida i destrucció de nius, ous o pollets i pertorbació i destrucció general d'espècies de fauna.

- Danys a les formacions geològiques.

- Lliure circulació dels animals que acompanyin els visitants.

## Accés

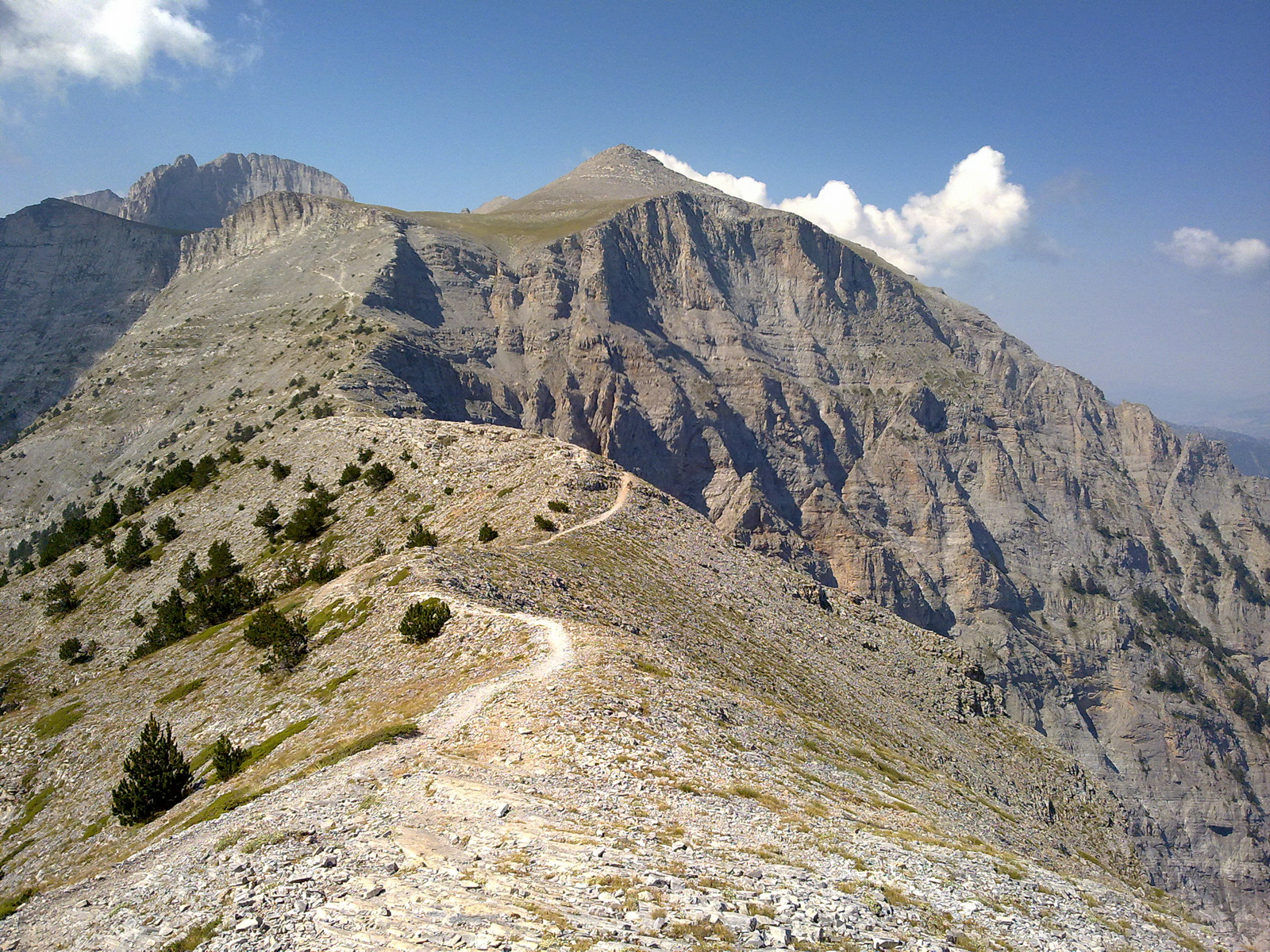
El camí del pas de Laimou-Ghiosou (ubicació Skourta) amb els alts pics de l'Olimp al fons

El massís de l'Olimp es troba al bell mig de la Grècia continental i és fàcil d'apropar-se des de la xarxa ferroviària nacional de la línia Atenes-Tessalònica i les carreteres secundàries que connecten ciutats i pobles al voltant de la muntanya, amb la base principal per a les excursions a la ciutat. de Litochoro, on hi ha molts hotels i tavernes. A més, a la zona costanera de Pieria hi ha nombrosos càmpings i allotjaments. L'aeroport internacional més proper és el de Tessalònica, i les estacions de ferrocarril són les de Litochoro, Katerini i Leptokarya. Hi ha un servei freqüent d'autobusos KTEL i hi ha una parada de taxis a la plaça central de Litochoro.

## Refugis

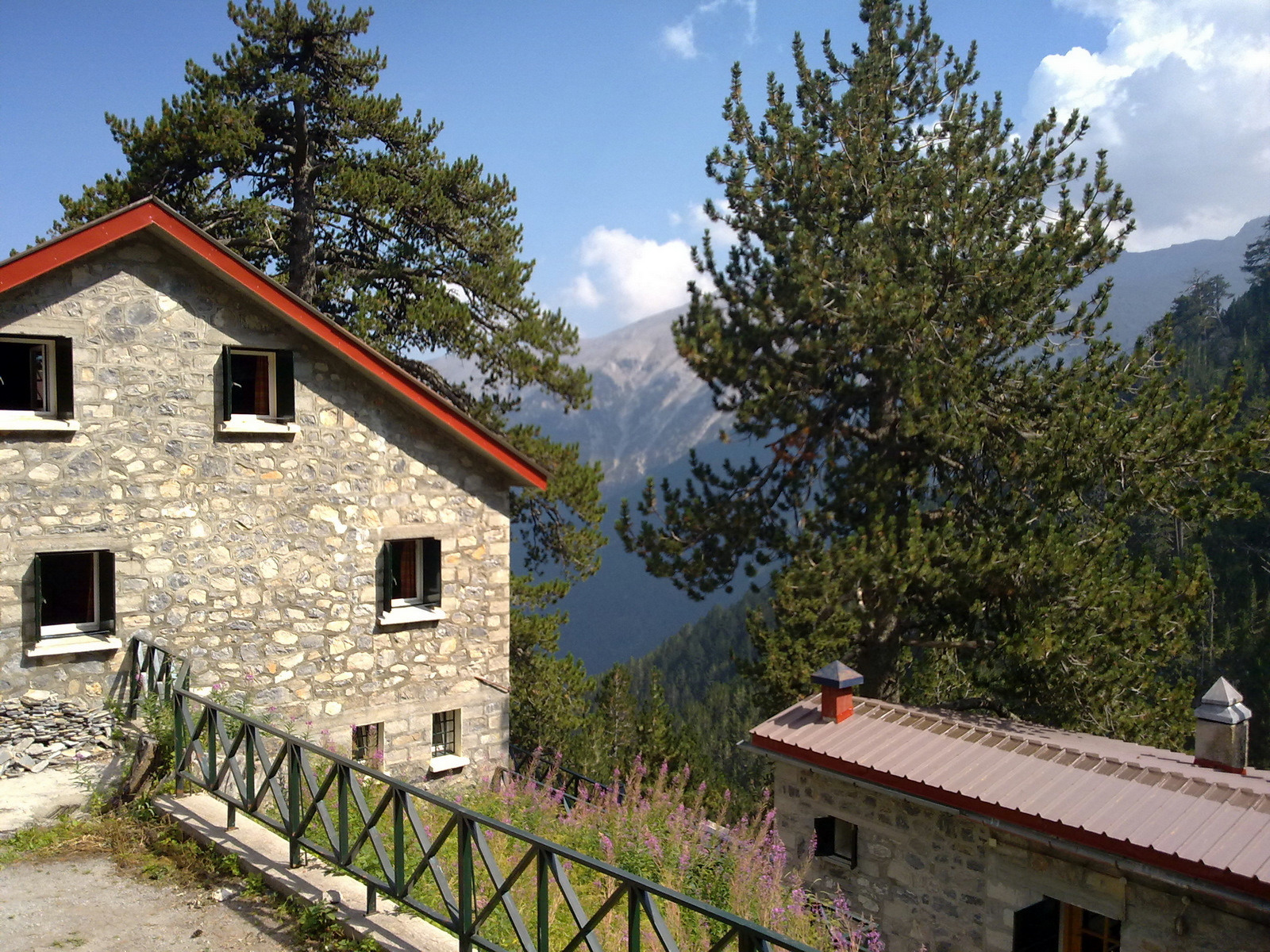
El refugi "Spilios Agapitos".

- Spilios Agapitos, el primer refugi de la regió, es troba al lloc Βalkoni (o Exostis) a 2100 m d'altura. Es troba al centre de Mavrologos i pertany a la Federació Grega del Club de Muntanyisme (EOOS).

- Vrysopoules, el segon refugi, es troba a l'oest darrere del congost de Mavratzas al lloc de Vrysopoules (1.800 m) i és accessible també amb cotxe des de Sparmos. Ha estat gestionat pel Κ. Ε. Ο. Α. Χ (esquiadors de l'exèrcit) des de 1961. Disposa de 30 llits, cuina, aigua, llum, calefacció central i llar de foc. Està obert tot l'any, però per a la nit cal una llicència militar.

- Christos Kakalos es troba a l'extrem sud-oest de la Meseta de les Muses (2.648 m). Pertany a la Federació Grega d'Alpinisme i Escalada (Ε.Ο.Ο.Α) que l'explota de maig a octubre i ofereix 18 llits, electricitat, mantes, cuina i dipòsit d'aigua. Està gestionat per un dels escaladors grecs amb més experiència, el geòleg Mihalis Stylas.

- Stavros (Dimitrios Bountolas) es troba al costat oriental de l'Olimp, 9,5 km per carretera asfaltada lluny de Litochoro, a 930 m, al bosc del monestir de Dionís. Pertany al Club Grec de Muntanyisme de Tessalònica, funciona tot l'any, principalment com a avituallament i restaurant i té capacitat per a 30 persones. Està gestionat per la família Doultsinou.

- Giosos Apostolidis es troba a la Meseta de les Muses (Diaselo - 2.760 m) i pertany al Club d'Alpinistes Grecs de Tessalònica. Té capacitat per a 80 persones, ofereix llum, aigua, llar de foc i cuina equipada i està obert de juny a octubre. Està gestionat per Dimitris Zorbas.

- Petrostrouga es troba al segon camí, més comú, cap a l'Olimp (D10), el mateix camí per arribar a la Meseta de les Muses. Aquest refugi es troba a 1900 m, envoltat de pins perennes de Bòsnia. Té capacitat per a 60 persones, disposa de cuina equipada, llum, aigua i llar de foc i està obert tot l'any. Està gestionat per l'equip de rescat hel·lènic. Proporciona equipament mèdic organitzat i un dels tres heliports d'emergència de l'Olimp (els altres a Skourta i Spilios Agapitos) i sense fil d'emergència dins i fora del refugi.

### Refugis d'emergència

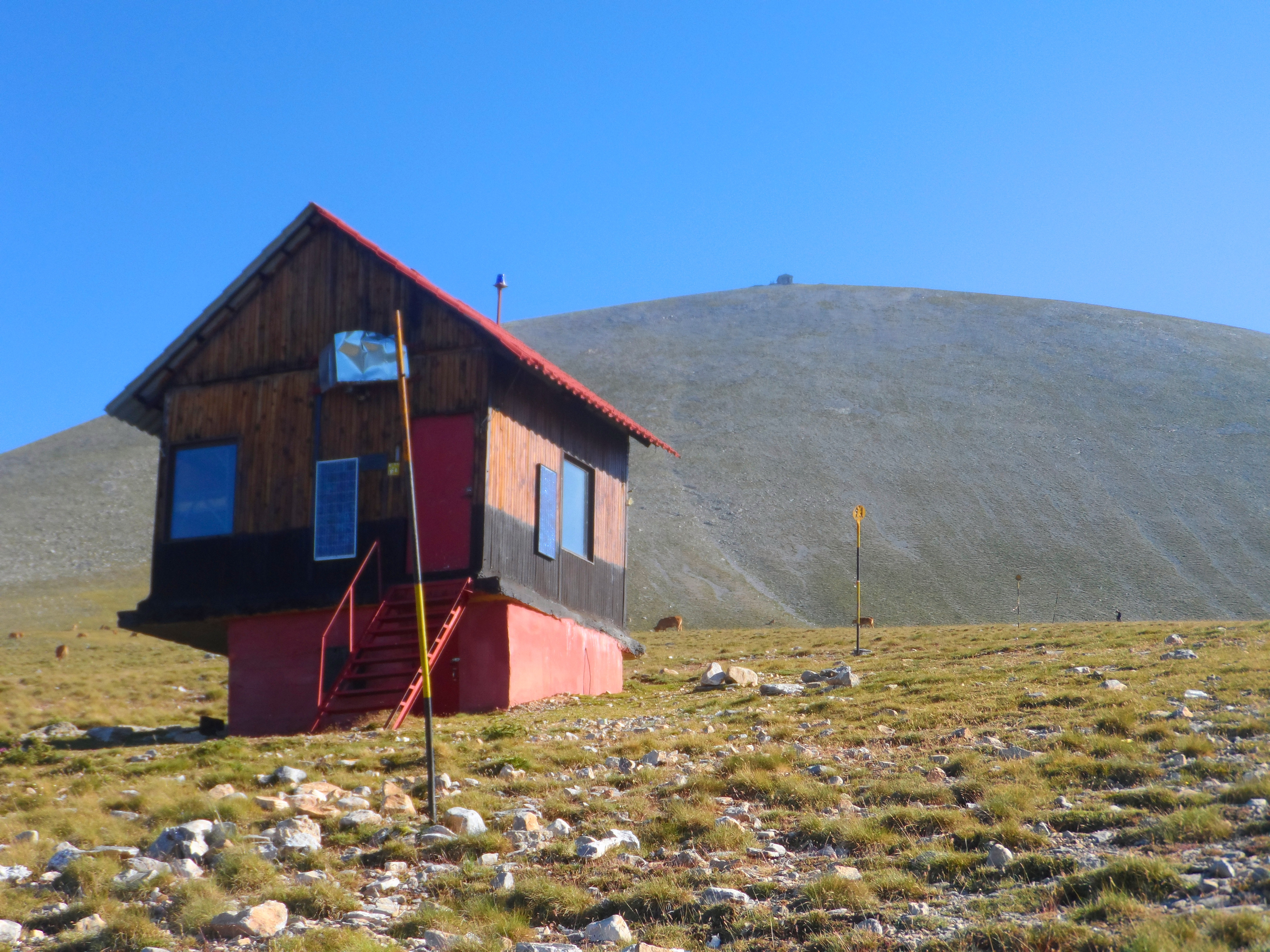
Refugi d'emergència de Kostas Migotzidis i al capdamunt darrere del refugi d'Aghios Antonios

- Refugi d'emergència Aghios Antonios al cim Aghios Antonios (2.817 m) està equipat amb articles d'emergència per l'equip de rescat hel·lènic. Al refugi hi ha sense fil per a la comunicació en cas d'emergència.

- El refugi d'emergència de Kalyva tou Christaki es troba a Megali Gourna (2.430 m) pel camí E4, Kokinopilos – Skala. El refugi no ofereix articles d'emergència (només hi ha llits) i només serveix per protegir-se del mal temps.

- El refugi d'emergència de Kakalos a l'oropedio ton mouson pertany a la Federació Grega d'Alpinisme i Escalada i es troba al marge oriental de la Meseta de les Muses a una altitud de 2650 m. Va rebre el nom de Christos Kakalos, el caçador i guia de l'Olimp, que juntament amb els escaladors suïssos Fred Boissonnas i Daniel Baud Bovy van fer la primera ascensió registrada al cim més alt de l'Olimp Mytikas el 2 d'agost de 1913. Té una capacitat de 25 persones i ofereix allotjament, menjar i lavabos. Està obert de mitjans de maig a finals d'octubre i de desembre a mitjans d'abril.

La llista de 23 plantes endèmiques locals al Mont Olimp de l'Agència de Gestió del Parc Nacional Olympus:

## Moneda
L'Olimp i el parc nacional que l'envolten van ser seleccionats com a motiu principal per a la moneda commemorativa del Parc Nacional Grec de l'Olimp, encunyada el 2005. Al revers, es representa la Guerra dels Titans a l'Olimp juntament amb branques florides a la part inferior de la moneda. A sobre de l'escena hi ha escrit, en grec, Parc Nacional de l'Olimp.